# جاكو (شركة ملابس رياضة)
جاكو (بالإنجليزية: Jako)‏ وهي شركة ملابس رياضية ألمانية، يتواجد مركزها في قرية مولفنغن في بادن-فورتمبيرغ في ألمانيا، وهذه الشركة تصنع الملابس الرياضية في مختلف الألعاب في كرة القدم وكرة اليد وكرة الطائرة وكرة السلة وألعاب القوى وفي رياضات أخرى وتأسست هذه الشركة في سنة 1989.

## الرعاية
ترعى شركة جاكو عدة فرق ومنتخبات في آسيا وأوروبا منها:

### المنتخبات
أوروبا
- مقدونيا
- مولدوفا

آسيا
- عمان
- سوريا
- اليمن
- أوزبكستان
- الأردن
- العراق

### الأندية
آسيا
- روكديل إليندين  [لغات أخرى]‏
- Sutherland Sharks FC
- Arncliffe Scots FC
- عمان
- النجمة
- الميناء
- الكهرباء
- الكرخ
- الحسين
- نفط ميسان
- نفط الجنوب
- الصناعات الكهربائية
- نادي الوحدات
- شباب الأردن
- الجزيرة
- النادي الفيصلي (الأردن)
- الحسين اربد
- نادي طرابلس (لبنان)
- نادي البقاع الرياضي
- نادي الإخاء الأهلي عاليه
- شباب الساحل
- الإجتماعي طرابلس
- نادي البرج الرياضي
- النادي الأهلي (قطر)
- نادي الوكرة
- النادي العربي (قطر)
- الاتفاق
- النصر
- نادي بونيودكور

أوروبا
- نادي رايندورف آلتاخ
- نادي فولفسبيرغر
- نادي كورتريك
- رويال أنتويرب
- Montana
- نادي شيبينيك [الإنجليزية]
- RK Podravka Vegeta
- نادي بافوس
- نادي هراتس كرالوفه
- MFK Chrudim
- نادي بارنت
- باير 04 ليفركوزن
- هانوفر 96
- توربينه بوتسدام
- نادي كارلسروه
- FC Würzburger Kickers
- نادي باكسي
- Nyíregyháza Spartacus FC
- SZESE Győr
- Soroksár FC
- Gyirmót FC
- MTE 1904
- Breiðablik Kópavogur
- ÍR Reykjavík
- UMF Selfoss
- ÍF Völsungur
- نادي كرة قدم بلدة فياردابيغد
- Vestri
- جمعية الشباب في تينداستول  [لغات أخرى]‏
- ÍF Huginn
- IF Höttur
- Fylkir Reykjavík
- UMF Víkingur Ólafsvík
- نادي ريغا
- نادي هيرنفين
- نادي فولندام
- إف91 دوديلانج
- غورنيك وانشنا
- أوبرا أوبول
- Blekitni Stargard
- AZS PWSZ Wałbrzych
- TS Mitech Żywiec
- AZS PSW Biała Podlaska
- روبين كازان
- شينيك ياروسلافل
- أنجي محج قلعة
- نادي تيومين  [لغات أخرى]‏
- بالتيكا كالينينغراد
- نادي تامبوف [الإنجليزية]
- سيبير نوفوسيبيريسك
- نادي روتور فولغوغراد
- نادي نيجني نوفغورود
- FK Radnik Surdulica
- FK Inđija
- نادي ميتالاك
- ŽFK Spartak Subotica
- نادي نيترا
- نادي كوشيتسه
- نادي سانت غالن
- FC Obolon-Brovar Kyiv